# Filip (film)
Filip – polski dramat filmowy z 2022 roku w reżyserii Michała Kwiecińskiego. Obraz zrealizowano według scenariusza na kanwie powieści Leopolda Tyrmanda pod tym samym tytułem.

## Produkcja
Pierwowzorem dla scenariusza była powieść oparta na motywach biograficznych pt. Filip autorstwa Leopolda Tyrmanda. Autorami scenariusza byli Michał Kwieciński i Michał Matejkiewicz. Film wyreżyserował Michał Kwieciński. Autorem zdjęć był Michał Sobociński. Za scenografię i dekorację wnętrz odpowiadali: Katarzyna Sobańska oraz Marcel Sławiński. Kostiumy przygotowały: Magdalena Biedrzycka oraz Justyna Stolarz. Muzykę do filmu stworzył Robot Koch. Za dźwięk odpowiedzialni byli: Kacper Habisiak, Marcin Kasiński oraz Mariusz Wysocki. Za charakteryzację odpowiadał Dariusz Krysiak. Rolę konsultanta historycznego pełnił Piotr Majewski. Za kierownictwo produkcji odpowiadała Magdalena Pietrowska. Producentami filmu byli: Krystyna Świeca, Patryk Peridis oraz Michał Kwieciński, producentem wykonawczym Małgorzata Fogel-Gabryś. Film zmontował Nikodem Chabior.

## Fabuła
Młody polski Żyd Filip, którego rodzina i ukochana Sara zginęli w getcie w Warszawie, pracuje podczas II wojny światowej w restauracji ekskluzywnego hotelu we Frankfurcie. Filip podaje się za Francuza i jest straszliwie samotny.

## Obsada
W filmie wystąpili, m.in.:

- Eryk Kulm jako Filip
- Victor Meutelet jako Pierre
- Caroline Hartig jako Lisa
- Zoë Straub jako Blanka
- Sandra Drzymalska jako Marlena
- Maja Szopa jako Sara
- Gabriel Raab jako Baumuller
- Bohdan Graczyk jako Eissler
- Werner Biermeier jako Brutsch
- Ondrej Kraus jako Bohumil
- Joseph Altamura jako Francesco
- Tom van Kessel jako Lucas
- Mateusz Rzeźniczak jako Laszlo
- Karol Biskup jako Artur
- Nicolas Przygoda jako Ilie
- Philip Günsch jako Jupp
- Robert Więckiewicz jako Staszek
- Julian Świeżewski jako Kazik
- Jürg Plüss jako Gukst
- Nicolo Pasetti jako Karl
- Christine Detmers jako Elsa
- Anke Sabrina Beerman jako Greta
- Zofia Cybul jako Annemarie
- Ada Szczepaniak jako Marta
- Hanna Śleszyńska jako Diva
- Edyta Torhan jako matka Filipa
- Robert Gonera jako ojciec Filipa
- Dorota Krempa jako Irena
- Weronika Dzierżyńska jako Ewa
- Przemysław Kowalski jako Zygmunt
- Fabian Kocięcki jako konferansjer
- Marek Gierszał jako oficer SS
- Maurycy Popiel jako kapitan SS
- Igor Obłoza jako oficer Gestapo
- Monika Kwiatkowska jako żona generała
- Andrzej Gałła jako śpiewak na weselu
- Kinga Jasik jako panna młoda
- Jakub Konieczny jako pan młody
- Elwira Hamerska-Skórecka jako matrona
- Iwona Lach jako matrona
- Magdalena Sawicka jako kobieta w kawiarni
- Kamila Matyszczak jako kobieta w kawiarni
- Marta A. Zygadło jako Helga
- Agnieszka Czekańska jako matka Lisy
- Rafał Grotowski jako ojciec Lisy
- Michał Malik jako brat Lisy
- Marek Malik jako brat Lisy
- Maciej Kosiacki jako student
- Mikołaj Bańdo jako student
- Krzysztof Oleksyn jako student
- Paweł Mitrowski jako student
- Klaudia Bełcik jako studentka
- Anna Kozłowska jako studentka
- Julia Turczynowicz-Suszyńska jako studentka
- Joanna Świrska jako studentka
- Piotr Tokarz jako mężczyzna na ulicy
- Katarzyna Skolimowska jako kobieta w restauracji
- Max Orlewicz jako żandarm
- Bartholomäus Kowalski jako kapral
- Andreas Nicki jako Victor
- Maciej Grzebalski jako saksofonista

## Nagrody
Film nagrodzono na 47. Festiwalu Polskich Filmów Fabularnych w Gdyni w 2022 roku:
- Srebrne Lwy
- Nagroda za zdjęcia dla Michała Sobocińskiego
- Nagroda za charakteryzację dla Dariusza Krysiaka